# Derewno (gmina)
Derewno (początkowo Derewna) – dawna gmina wiejska istniejąca do 1939 roku w woj. nowogródzkim. Siedzibą gminy było miasteczko Derewno (Derewna, 892 mieszk. w 1921 roku).
Początkowo gmina należała do powiatu oszmiańskiego. 12 grudnia 1920 r. została przyłączona do nowo utworzonego powiatu wołożyńskiego pod Zarządem Terenów Przyfrontowych i Etapowych. 19 lutego 1921 r. wraz z całym powiatem weszła w skład nowo utworzonego województwa nowogródzkiego. 22 stycznia 1926 roku gmina została przyłączona do powiatu stołpeckiego w tymże województwie. 1 października 1932 roku część obszaru gminy Derewno włączono do gminy Turzec.
Po wojnie obszar gminy Derewno został odłączony od Polski i włączony do Białoruskiej SRR. 
Nie mylić z gminą Derewna w powiecie słonimskim w tymże województwie.

## II Wojna Światowa
W okresie od 14 lipca do 8 sierpnia 1943 r., w ramach operacji Hermann na terenie gminy Derewno spacyfikowano m.in. wsie Szarzyszcze, Ogrodniki (spalono tu około 250 osób), Kleciszcze, Preczyszcze.